# 鈴木・宮浦カップリング
鈴木・宮浦カップリング（すずき・みやうらカップリング、英語: Suzuki–Miyaura coupling）は、パラジウム触媒と塩基などの求核種の作用により、有機ホウ素化合物とハロゲン化アリールとをクロスカップリングさせて非対称ビアリール（ビフェニル誘導体）を得る化学反応のことである。鈴木カップリング、鈴木・宮浦反応などとも呼ばれ、芳香族化合物の合成法としてしばしば用いられる反応の一つである。本研究の成果より、鈴木章が2010年のノーベル化学賞を受賞した。
基質として、芳香族化合物のほか、ビニル化合物、アリル化合物、ベンジル化合物、アルキニル誘導体、アルキル誘導体なども用いられる。
 （R1, R2 = アリール など、X = I, Br, Cl, OTf など、Y = OH）

## 特徴
1970年代より様々なクロスカップリング反応が開発されてきたなか、1979年に鈴木章、宮浦憲夫らは有機ホウ素と有機ハロゲン化物を用いた新しいクロスカップリング反応について報告を行った。その後、パラジウム触媒や反応系の進歩、ホウ素化合物の合成法の進歩の相乗効果により、鈴木・宮浦カップリング反応の適用範囲や有用性はさらに増し、現在に至っている。反応の特長としては、官能基許容性が高く、立体障害に強い。また原料となる有機ホウ素化合物が水や空気に安定で取り扱いやすく、含水溶媒中でも反応が進行すること、副生成物が水溶性で除去しやすく、毒性も低いことなど実用上の利点が大きく、実験室から工業スケールまで幅広く応用されている。

## 反応機構

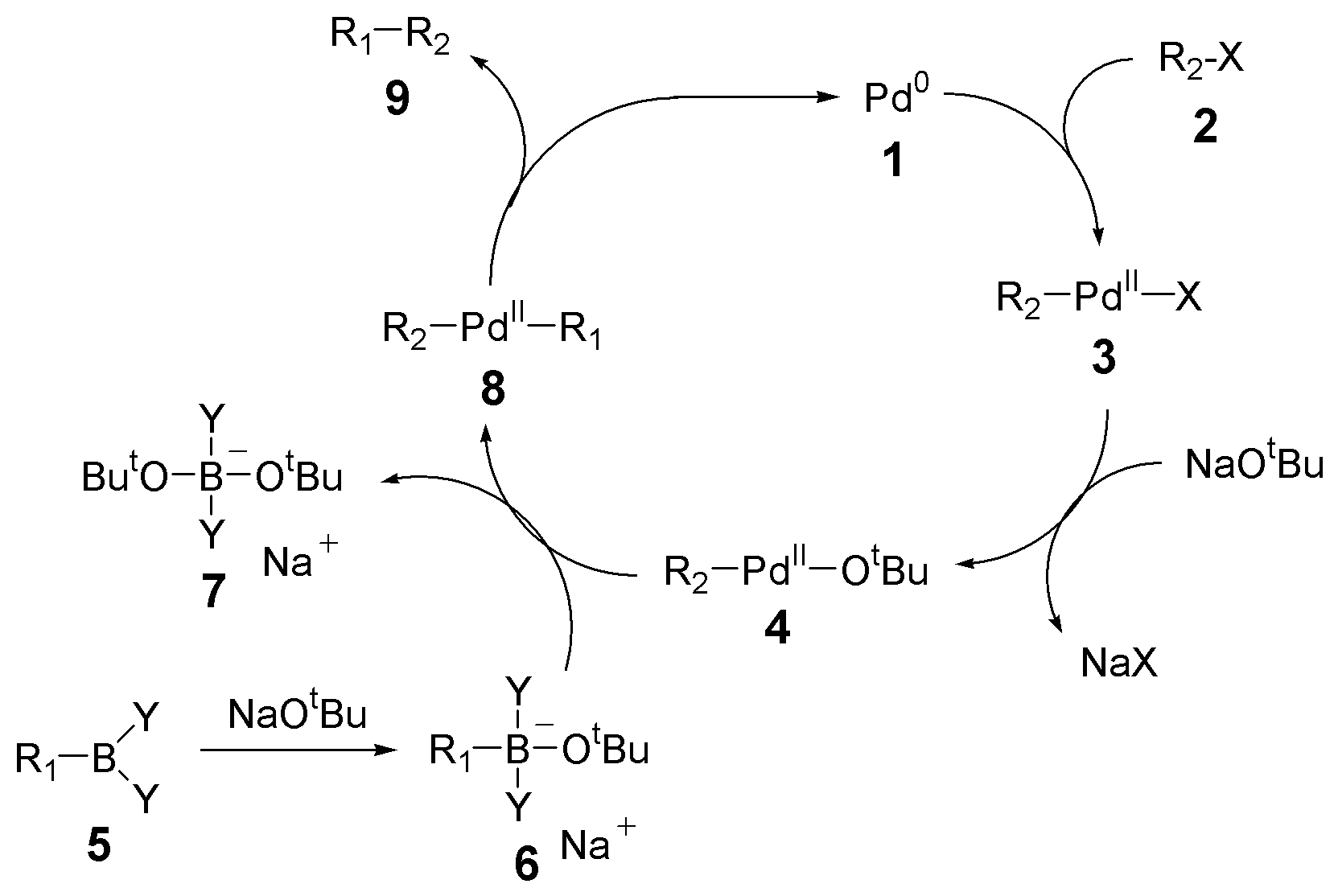
鈴木・宮浦カップリングの触媒サイクル

反応機構は一般に、ハロゲン化アリールへの0価のパラジウムの酸化的付加、ハロゲンと芳香族ホウ素化合物との配位子交換（見方を変えればトランスメタル化）、生成物であるビアリールの還元的脱離を経るものとされている。最後の還元的脱離により0価のパラジウムが再生し、触媒サイクルが形成される。求核種は基質のホウ素上に付加してアート錯体を作り、炭素-ホウ素結合を活性化させて配位子交換の段階を容易とする。また、求核種は配位子として、酸化的付加直後に生成する有機パラジウム中間体上のハロゲンと置き換わり、反応性を高める場合もある。

## 有機ホウ素化合物について
有機ホウ素化合物は一般的な有機金属化合物に比べ、水や空気などに対して比較的安定で、取り扱いが容易であることが多い。有機ホウ素化合物は従来、対応するグリニャール試薬や有機リチウムなどのトランスメタル化、あるいはヒドロホウ素化をはじめとする付加反応により調製されてきたが、近年、ボラン誘導体 (R2BH) やジボロン (R2BBR2) と、イリジウム触媒などとを組み合わせた芳香族化合物の直接ホウ素化も知られるようになった。鈴木・宮浦カップリングの進歩は、合成化学における有機ホウ素化合物の価値を高めることにもつながった。